# Астарита, Дженнаро
Дженнаро Астарита (итал. Gennaro Astarita; ок. 1745/49 – 1805) — итальянский музыкант и, согласно «ЭСБЕ», «один из любимейших публикою музыкальных композиторов XVIII века».
Точное место его рождения неизвестно, но существуют свидетельства, что он на протяжении многих лет активно работал в городе Неаполе. В 1770 году Астарита стал капельмейстером Неаполитанской оперы. Считается также, что он сыграл важную роль в развитии оперы в Российской империи. Впервые он посетил Россию в 1781 году, а в 1784 году стал директором Петровского театра М.Медокса в Москве (предшественника Большого театра).
В 1794 году, князь Николай Юсупов, который в то время был директором Императорских театров в Санкт-Петербурге, попросил его привезти итальянские оперные труппы в столицу, что Астарита и сделал в 1796 году. Астарита возглавлял труппы до 1799 года. В числе прочих ему удалось зазвать Терезу Сапорити, которая блистала в роли Донны Анны в «Дон Жуане» Вольфганга Амадея Моцарта.
Дженнаро Астарита написал более 35 опер, большинство из них в жанре оперы-буффы. Практически забытые в настоящее время, в XVIII веке его произведения были хорошо известны и тепло воспринимались по всей Италии, а также исполнялись в Германии, Австрии, Испании, Португалии и России. Он также написал балет и несколько произведений жанра духовной музыки .
Дженнаро Астарита скончался 18 декабря 1805 года в Роверето.

## Произведения Астариты
- Il corsaro algerino (opera buffa, libretto by Giuseppe Palomba, 1765, Naples)
- L'astuta cameriera (dramma giocoso, 1770, Turin)
- Gli amanti perseguitati (opera semi-seria, 1770, Turin)
- Il re alla caccia (1770, Torino)
- La critica teatrale (opera buffa, libretto by Ranieri de' Calzabigi, 1771, Turin)
- La contessa di Bimbimpoli (Il divertimento in campagna) (dramma giocoso, libretto by Giovanni Bertati, 1772, Venice (reprised as Il divertimento in campagna in Dresden, 1783)
- L'avaro in campagna (dramma giocoso, libretto by Giovanni Bertati, 1772, Turin)
- La tomba di Merlino (opera buffa, libretto by Giovanni Bertati, 1772, Turin)
- La contessina (dramma giocoso, libretto by Marco Coltellini, after Carlo Goldoni, 1772, Livorno)
- L'isola disabitata and Le cinesi (drammi per musica, libretto by Pietro Metastasio, 1773, Florence)
- Le finezze d'amore, o sia La farsa non si fa, ma si prova (farsa, libretto by Giovanni Bertati, 1773, Venice)
- Li astrologi immaginari (dramma giocoso, 1774, Lugo)
- Il marito che non ha moglie (dramma giocoso, libretto by Giovanni Bertati, 1774, Venice)
- Il principe ipocondriaco (dramma giocoso, libretto by Giovanni Bertati, 1774, Venice)
- La villanella incostante (dramma giocoso, Cortona, 1774)
- Il mondo della luna (dramma giocoso, libretto by Carlo Goldoni, 1775, Venice)
- Li sapienti ridicoli, ovvero Un pazzo ne fa cento (dramma giocoso, libretto di Giovanni Bertati, 1775, Prague)
- L'avaro (dramma giocoso, libretto by Giovanni Bertati, 1776, Ferrara)
- Armida (opera seria, libretto by Giovanni Ambrogio Migliavacca and Giacomo Durazzo, 1777, Venice)
- La dama immaginaria (dramma giocoso, libretto by Pier Antonio Bagliacca, 1777, Venice)
- L'isola del Bengodi (dramma giocoso, libretto by Carlo Goldoni, 1777, Venice)
- Il marito indolente (dramma giocoso, 1778, Bologna)
- Le discordie teatrali (dramma giocoso, 1779, Florence)
- Il francese bizzarro (dramma giocoso, 1779, Milan)
- Nicoletto bellavita (opera buffa, 1779, Treviso)
- La Didone abbandonata (opera seria, libretto by Pietro Metastasio, 1780, Bratislava)
- Il diavolo a quattro (farsa, 1785, Naples)
- I capricci in amore (dramma giocoso, 1787, St. Petersburg)
- Il curioso accidente (dramma giocoso, libretto by Giovanni Bertati, 1789, Venice)
- Ipermestra (opera seria, libretto by Pietro Metastasio, 1789, Venice)
- L'inganno del ritratto (dramma giocoso, 1791, Florence)
- La nobiltà immaginaria (intermezzo, 1791, Florence)
- Il medico parigino o sia L'ammalato per amore (dramma giocoso, libretto by Giuseppe Palomba, 1792, Venice)
- Le fallaci apparenze (dramma giocoso, libretto by Giovanni Battista Lorenzi, 1793, Venice)
- Rinaldo d'Asti (opera buffa, libretto by Giuseppe Carpani, 1796, St. Petersburg)
- Gl'intrighi per amore (opera buffa, 1796, St. Petersburg